# Chiesa della Madonna del Carmelo (Bolognetta)
La chiesa della Madonna del Carmelo è un edificio religioso seicentesco che si trova in Piazza Giovanni Paolo II a Bolognetta.

## Storia
La chiesa fu iniziata nel 1603 e completata nel 1605. È stata più volte ampliata nel 1785, nell'800 e nel 1951.

## Descrizione

### Esterno
La Chiesa sorge sull'adiacente piazza oggi intitolata a Giovanni Paolo II.
La facciata color giallo paglierino è composta da un rosone centrale e da un portone in bronzo realizzato intorno al 1990 e che ne sostituì l'originale.

Alle spalle della navata è presente una torre campanaria con orologio che domina il paesaggio di Bolognetta. 

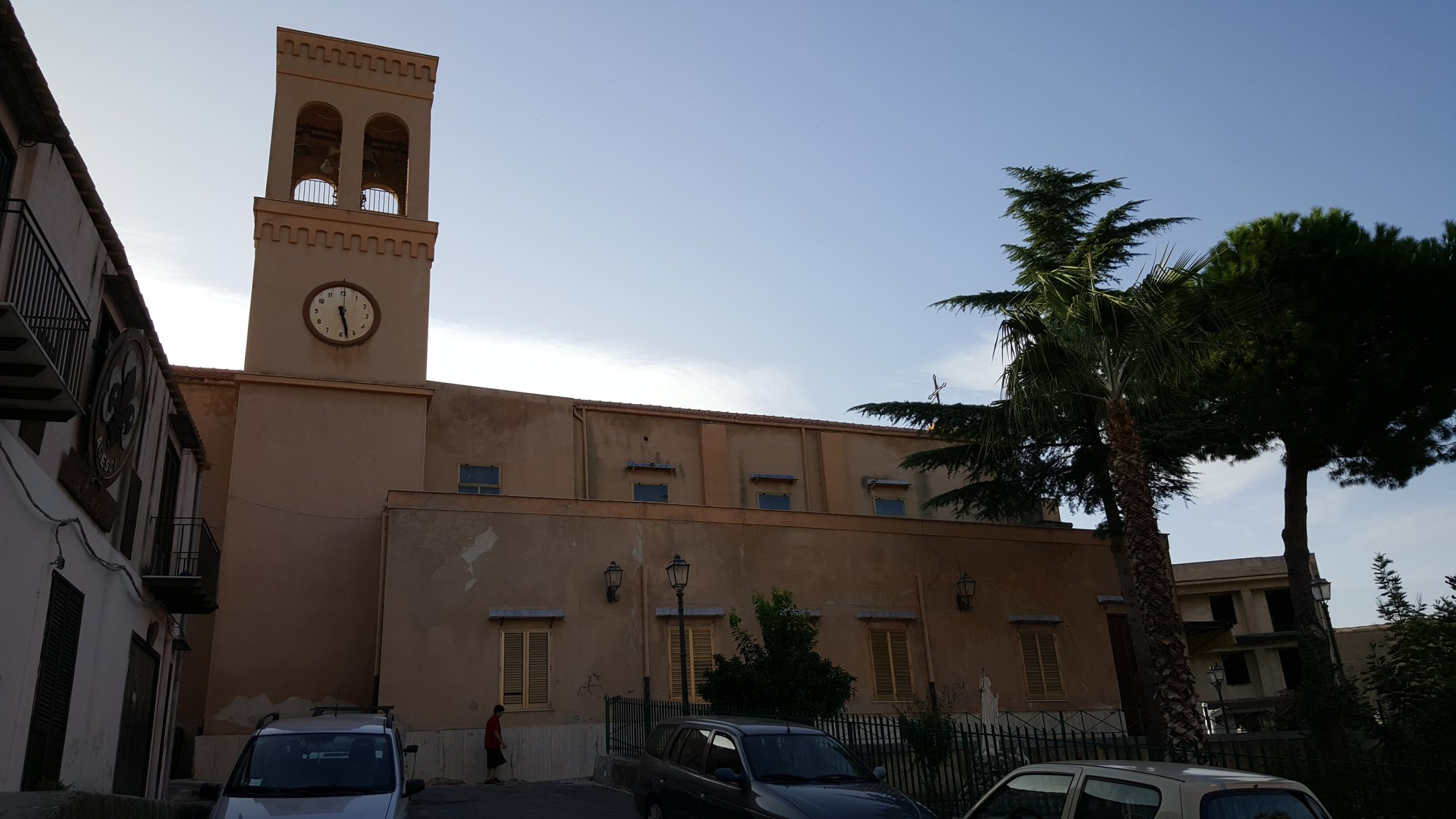
Torre campanaria

### Interno
L'interno è a navata unica, con un'abside in marmo e una cappella con tabernacolo in oro. Nella cappella è presente la Statua della Madonna del Carmelo ed attribuibile alla scuola del Bagnasco.

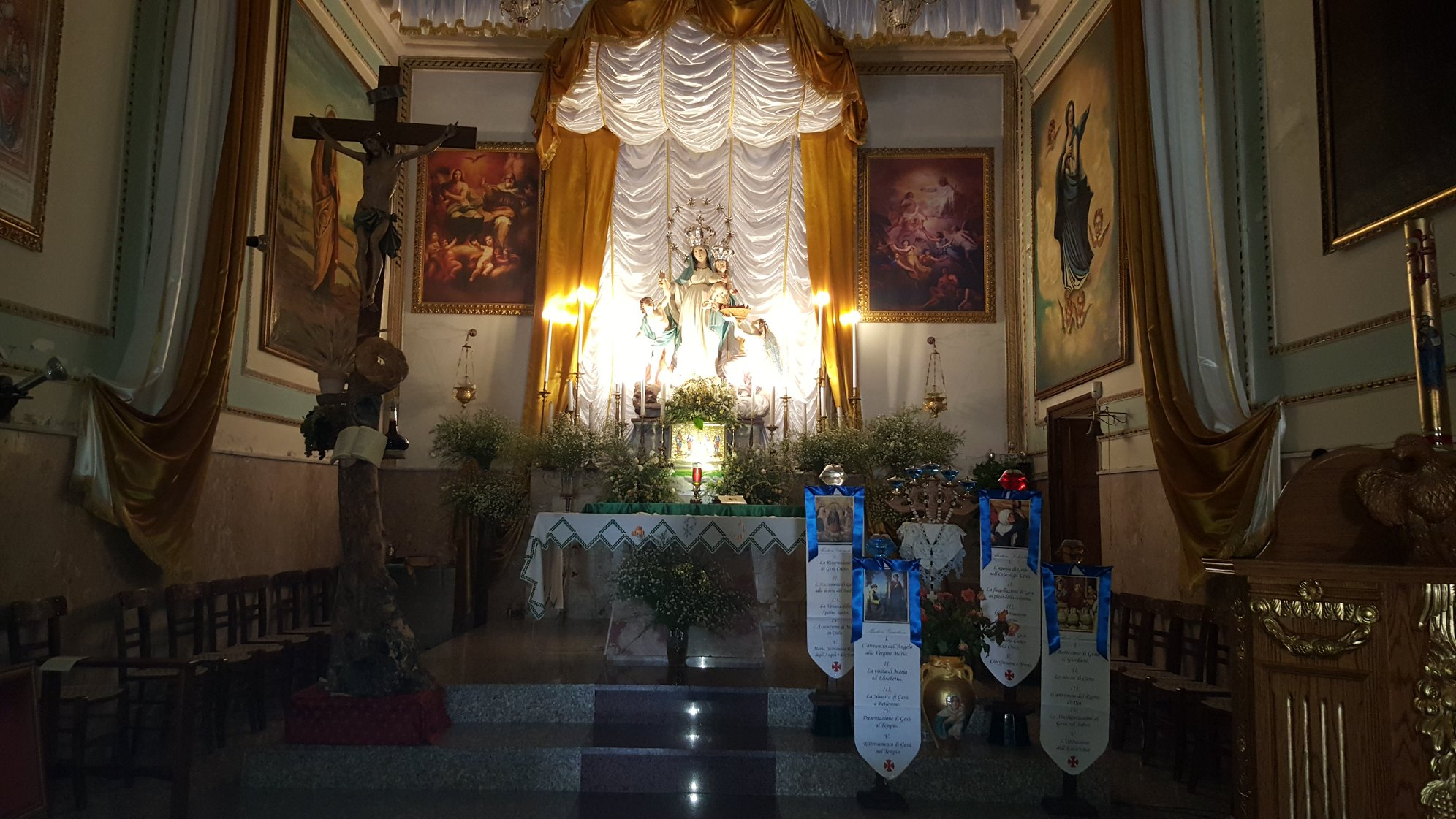
Altare e Statua della Madonna del Carmelo

Due opere sono presenti in onore di Sant'Antonio da Padova, protettore di Bolognetta, un quadro in olio su tela raffigurante il santo in abito di frate minore e con in braccio il bambin Gesù e una statua lignea con il Santo con la stola di seta ricamata in oro simbolo del sacerdozio.

Alla prima metà del seicento appartiene un quadro di Gesù che porta la croce attribuito allo Zoppo di Gangi. 

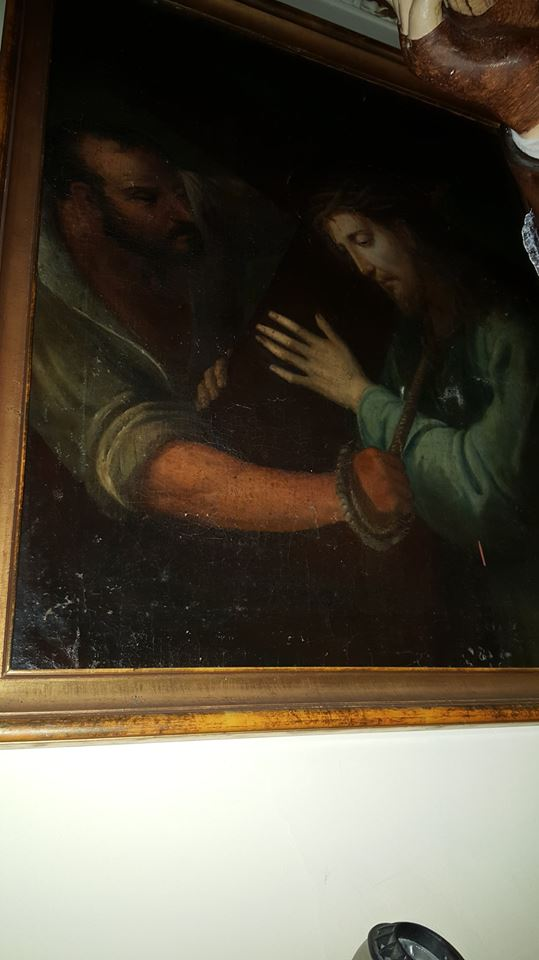
Gesù che porta la croce, Zoppo di Gangi

È attribuibile a fra Umile da Petralia la settecentesca statua lignea che raffigura il Cristo Crocifisso. 

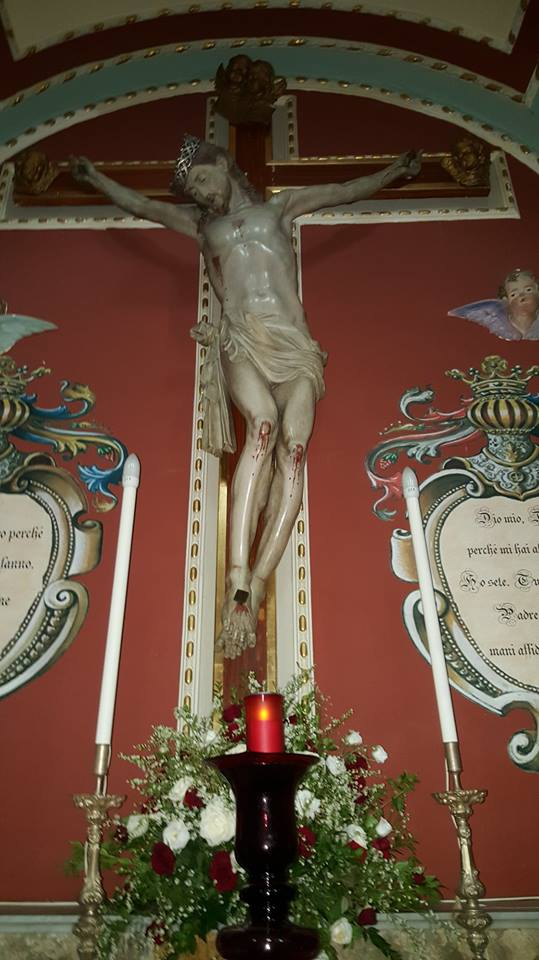
Crocifisso ligneo, Umile da Petralia

Di pregevole fattura è la Statua dell'Immacolata, commissionata dalla famiglia Monachelli tra la fine del '700 e i primi dell'800 e opera di Girolamo Bagnasco. È stata restaurata nel 1998.

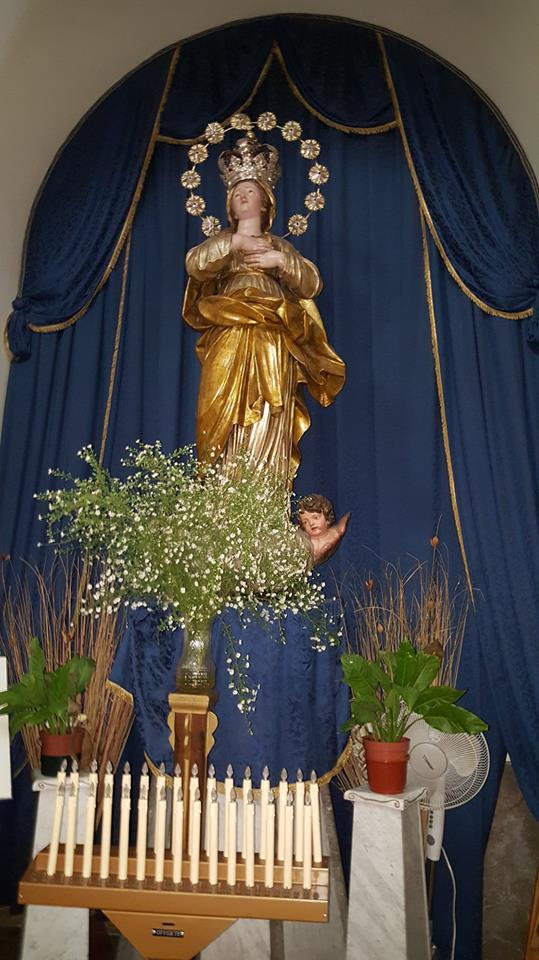
Statua dell'Immacolata